# Région économique du Nord-Ouest
Pour les articles homonymes, voir Région du Nord-Ouest.

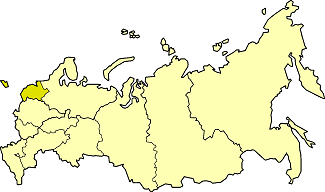
Région économique du Nord-Ouest sur la carte de la Russie.

La région économique du Nord-Ouest (en russe : Северо-Западный экономический район, Severo-Zapadny ekonomitcheski raïon) est l'une des douze régions économiques de Russie.

## Caractéristiques générales[1]
- Surface : 196 500 km2
- Population : 8 034 000 hab.
- Densité : 41 hab./km2
- Urbanisation : 87 % de la population est urbaine

## Composition
La région économique du Nord-Ouest est composée des sujets fédéraux suivants :
- Oblast de Léningrad
- Oblast de Novgorod
- Oblast de Pskov
- et la ville fédérale de Saint-Pétersbourg

## Description
Avec son port sur la mer Baltique et sa proximité avec la Finlande, cette région et sa principale ville Saint-Pétersbourg, ont toujours été une fenêtre ouverte sur l'Occident. Son histoire est très différente de celle de Moscou ou des autres parties de la fédération de Russie. Cette différence se retrouve dans la vision positive qu'ont de nombreux habitants sur la situation économique actuelle par rapport à la moyenne russe et se traduit par l'espoir d'une amélioration des conditions de vie. La région attire aussi de nombreux étudiants à la recherche d'une meilleure qualité d'enseignement.
Bien que le revenu moyen reste largement en dessous de la moyenne nationale, cela est compensé en partie par le fait que la probabilité de toucher un salaire est plus élevée que dans le reste du pays. De plus, le nombre de ceux qui trouvent le niveau de vie supportable est aussi nettement plus élevé que la moyenne nationale.